# Un altare per la madre
Un altare per la madre è un romanzo scritto da Ferdinando Camon, edito nel 1978 da Garzanti.  Dotato, rispetto alle opere precedenti dello scrittore, di "un carattere più specificamente autobiografico", compone, con Il quinto stato (1970) e La vita eterna (1972), "un triduo di opere...riunite sotto il titolo di «ciclo degli ultimi»", opere peraltro, "del tutto estranee, si può dire, ai modi e alle consuetudini della tradizione regionale". Con quest'opera Camon vinse la XXXII edizione del Premio Strega. Nel 1986 Edith Bruck diresse per la RAI un film tratto dal romanzo.

## Trama
Similmente al Quinto Stato e alla Vita eterna, anche in questa circostanza risulta complesso condensare la trama in poche righe, poiché il racconto si sviluppa mediante una serie di eventi apparentemente non correlati che rendono difficile effettuare una sintesi concisa e lineare degli stessi. Il romanzo prende le mosse dal funerale della madre del narratore in prima persona (ruolo dietro al quale, tra ricordi ed invenzione, si cela l'autore), una contadina vissuta nelle povere campagne venete della prima metà del Novecento. A partire da un oggetto ritrovato per caso, dal ripresentarsi di una situazione già vissuta si rievocano antiche memorie, di un mondo contadino a cui la protagonista era appartenuta ma che all'epoca del racconto (gli anni Sessanta-Settanta) andava già scomparendo sotto la spinta della modernizzazione e della civiltà dei consumi.
La storia si conclude con la realizzazione, da parte del vedovo della protagonista, di un altare istoriato con un bassorilievo in rame da porre in un capitello in ricordo della scomparsa, utilizzando il materiale recuperato da vecchie pentole donate da tutto il vicinato. Tale altare troverà poi un più glorioso utilizzo in quanto, dopo la riforma liturgica del Concilio Vaticano II, sarà posto nel presbiterio della chiesa parrocchiale del paese.